# Elio Gerussi
Pour les articles homonymes, voir Elio (homonymie).
Elio Gerussi, né le 20 juillet 1935 à Marly (Nord) et mort le 17 mai 1988 à Rouvignies (Nord), est un coureur cycliste italien. Il évolue au niveau professionnel durant les années 1950 et 1960. 

## Palmarès
- 1955
  - 2e du Grand Prix de Fourmies
- 1956
  - Grand Prix de Fourmies
- 1957
  - 3e du Tour du Luxembourg
- 1959
  - 3e de Lille-Dunkerque
- 1960
  - 2e du Circuit du Pévèle
- 1963
  - Classement général du Circuit des Mines
  - 2e du Grand Prix des Marbriers

## Résultats sur les grands tours

### Tour de France
1 participation
- 1961 : 26e